# 올라!
올라(¡Hola!)는 스페인 마드리드와 15개국에서 발행되는 연예계 소식을 전문으로 하는 주간 스페인어 잡지로, 아르헨티나, 브라질, 캐나다, 칠레, 콜롬비아, 그리스, 인도네시아, 멕시코, 파키스탄, 페루, 필리핀, 푸에르토리코, 태국, 영국, 미국, 베네수엘라에서 현지판을 발행하고 있다.